# Орден Дружбы (ПМР)
О́рден Дру́жбы — одна из государственных наград Приднестровской Молдавской Республики, учреждённая указом Президента ПМР № 245 от 4 апреля 2012 года.

## Статус
Орден Дружбы учрежден для награждения граждан иностранных государств, а также граждан Приднестровской Молдавской Республики:
- за особые заслуги в укреплении мира, дружбы, сотрудничества и взаимопонимания между народами;
- за плодотворную деятельность по сближению и взаимообогащению культур наций и народностей;
- за активную деятельность по сохранению, приумножению и популяризации культурного исторического наследия Приднестровья;
- за большой вклад в привлечении иностранных инвестиций в экономику Приднестровской Молдавской Республики;
- за содействие в становлении институтов гражданского общества и развитие демократических ценностей;
- за широкую благотворительную деятельность.

## Правила ношения
Знак ордена Дружбы носится на левой стороне груди и при наличии других орденов Приднестровской Молдавской Республики располагается после ордена Почета.

## Описание
Орден Дружбы изготавливается из томпака в виде восьмиконечной звезды, диаметр звезды – 60 мм, состоит орден из трех частей. Звезда изготавливается из томпака толщиной 2,5 мм, покрывается серебром гальваническим способом, толщина покрытия – 3,0 микрона. Две средние полосы каждого луча покрыты красной эмалью, бортики, ограничивающие покрытия эмалью, покрыты золотом 24 карата гальваническим способом, толщина покрытия – 0,2 микрона. На конце каждого луча изображены по два ромба и покрыты зеленой эмалью, бортики, ограничивающие покрытия эмалью, также покрыты золотом 24 карата толщиной 0,2 микрона. В центре звезды расположен Герб Приднестровской Молдавской Республики, который изготовлен из томпака толщиной 2,0 мм, диаметр Герба – 22,0 мм, Герб покрыт золотом 24 карата, толщина покрытия – 0,2 микрона. Лента на Гербе и звезда на Гербе покрыты красной эмалью, буквы на ленте Герба «ПМР, РМН, ПМР» выпуклые, поле в центре Герба вокруг изображения серпа и молота покрыто белой эмалью. В нижней части ордена под Гербом размещено изображение венка, с правой стороны Герба – изображение лаврового венка и изображение дубового венка с левой стороны Герба. Изображения венков изготавливаются из томпака толщиной 1,5 мм и покрываются золотом 24 карата, толщина покрытия – 0,2 микрона.
На оборотной стороне ордена расположена надпись в две строки «ОРДЕН ДРУЖБЫ», высота букв слова «ОРДЕН» – 5,0 мм, высота букв слова «ДРУЖБЫ» – 6,0 мм. Буквы надписи «ОРДЕН ДРУЖБЫ» выпуклые. В нижней части оборотной стороны ордена нанесены цифры четырехзначного номера ордена, цифры номера вдавлены, высота цифр – 4,0 мм. В верхней части оборотной стороны ордена расположена заколка с фиксирующим устройством для крепления ордена к одежде.

## Награждения
| № п/п | Фото | Фамилия, Имя Отчество           | Год награждения | Дата рождения        | Место рождения                       | Дата смерти          | Место смерти |
| ----- | ---- | ------------------------------- | --------------- | -------------------- | ------------------------------------ | -------------------- | ------------ |
| 1     |      | Кочиев Станислав Яковлевич      | 2012 год        | 7 апреля 1954 года   | село Курта, Цхинвальский район, СССР |                      |              |
| 2     |      | Колеров Модест Алексеевич       | 2012 год        | 12 апреля 1963 года  | город Кимовск, Тульская область      |                      |              |
| 3     |      | Мартынов Алексей                | 2012 год        |                      |                                      |                      |              |
| 4     |      | Журавлёв, Алексей Александрович | 2014 год        | 30 июня 1962 год     | Воронеж                              |                      |              |
| 5     |      | Тибилов, Леонид Харитонович     | 2016 год        | 28 марта 1952 год    | Верхний Дван                         |                      |              |
| 6     |      | Хаджимба, Рауль Джумкович       | 2016 год        | 21 марта 1958 год    | Ткварчели                            |                      |              |
| 6     |      | Кобзон, Иосиф Давыдович         | 2016 год        | 11 сентября 1937 год | Часов Яр                             | 30 августа 2018 года | Москва       |